# Bulharsko na Zimních olympijských hrách 2006
Bulharsko na Zimních olympijských hrách v roce 2006 reprezentovala výprava 21 sportovců (11 mužů a 10 žen) v 8 sportech.

## Medailisté
| Medaile | Jméno               | Sport       | Soutěž |
| ------- | ------------------- | ----------- | ------ |
| Stříbro | Evgenija Radanovová | Short track | 500 m  |